# 2012–13年ストラトフォー社メール開示事件
2012年から2013年にわたるストラトフォー社メール開示事件は、国際的なインテリジェンス企業ストラトフォーの従業員とその顧客との間の大量の内部電子メールが、ウィキリークスの「グローバル・インテリジェンス・ファイル」として公開された事件である。
ウィキリークス中にこのようなメールは2012年2月27日から現れ始め
、2014年7月19日時点においては5,543,061件にのぼる。このようなメールは、ストラトフォーの従業員とのやりとりによる顧客情報を含む記録や、インテリジェンス情報を保存することに関する社内の事務的な文書を含んでいるとされている。このような通信の日付は、2004年7月から2011年12月までにわたる。これらのメールは2011年末にストラトフォーのネットワークに侵入したアノニマスから取得したとされている。

## 対応・反応
2012年2月27日深夜、ストラトフォーは「盗まれた電子メールの開示は、静かな威嚇である」という旨の声明を発表した。この中で「ストラトフォーが脅しに屈することはなく、出回っているCEOの辞任についてのメールはデマである」とした。
『The Atlantic』誌の副編集長であるフィッシャーは、「ストラトフォーの評判は、外交政策の立案者、アナリスト、実務家の間では芳しくなく、結果としてアノニマスとウィキリークスは、ストラトフォーが発表する情報の意義を過度に評価してしまった」と述べた。彼はまた、アサンジが「過去の栄光を取り戻すために」あまり重要でない情報出版社を標的として成果をでっちあげた疑念があることも示唆した
。